# Rugoppia quadrituberculata
Rugoppia quadrituberculata är en kvalsterart som först beskrevs av Sandór Mahunka 1997.  Rugoppia quadrituberculata ingår i släktet Rugoppia och familjen Oppiidae. Inga underarter finns listade i Catalogue of Life.